# Mariangela Scelsi
Pour les articles homonymes, voir Mariangela et Scelsi.
Mariangela Scelsi est une actrice allemande née le 3 avril 1984 à Ulm en Allemagne. 
Elle est surtout connue pour avoir joué le rôle de Coco Faber dans 589 épisodes de la série télévisée Verbotene Liebe.

## Filmographie
- 2005 : Aus der Sicht eines Freundes (court métrage) : Sabrina
- 2004-2008 : Verbotene Liebe (série télévisée) : Coco Faber
- 2008 : Alerte Cobra (série télévisée) : Corinna
- 2010 : Tatort (série télévisée) : Alessia